# Acanthocalyx alba
Acanthocalyx alba är en kaprifolväxtart som först beskrevs av Hand.-mazz., och fick sitt nu gällande namn av M.J. Cannon. Acanthocalyx alba ingår i släktet Acanthocalyx och familjen kaprifolväxter. Inga underarter finns listade i Catalogue of Life.